# Friedrich Quincke

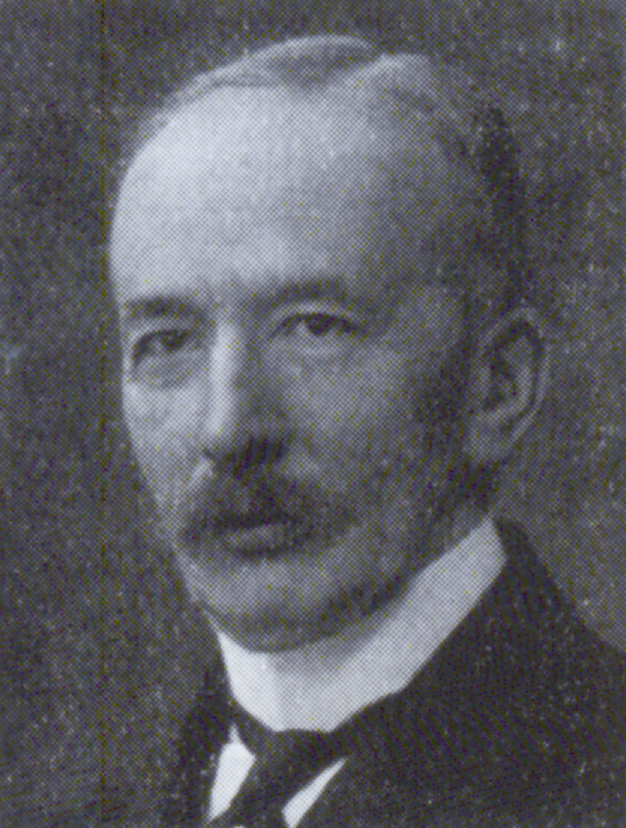

Friedrich Peter Hermann Quincke (Berlino, 5 agosto 1865 – Hannover, 30 marzo 1934) è stato un chimico tedesco.

## Biografia
Figlio unico del fisico Georg Hermann Quincke e nipote del medico Heinrich Quincke, Friedrich si laureò nel 1888 all'Università tecnica di Berlino discutendo la tesi Sulla storia degli acenafteni sotto la supervisione di August Wilhelm von Hofmann. In seguito divenne assistente all'Università Gottinga e collaborò anche con Ludwig Mond a Londra, lavorando sui composti metallocarbonilici (soffermandosi, in particolare, sui nichelcarbonili).
Dal 1891 al 1896 Friedrich Quincke fu il direttore delle operazioni presso la Chemische Fabrik Rhenania AG di Stolberg, quindi, dopo un'altra breve esperienza in una fabbrica chimica della Sassonia, nel 1898 assunse un incarico dirigenziale presso l'impianto della Bayer a Elberfeld. Fu poi direttore dello stabilimento di Leverkusen, dove costruì uno dei più grandi impianti al mondo per la produzione di acido solforico e, durante la prima guerra mondiale, fu responsabile dell'implementazione su larga scala del processo cloro-soda, oltre a occuparsi della produzione di acido nitrico e ammoniaca.
Nel 1920 Quincke fu per un breve periodo direttore della Chemische Fabrik Rhenania AG, l'anno seguente cominciò a insegnare chimica tecnica all'Università Tecnica di Hannover e a dedicarsi alla ricerca sulla catalisi. Dal 1927 al 1929 fu pure rettore della stessa università, e nel 1933 ne divenne professore emerito.
Friedrich Quincke morì nel 1934; è sepolto nella tomba di famiglia al Cimitero francese di Berlino.

## Lauree honoris causa
- 1928: laurea honoris causa in medicina veterinaria dall'Università veterinaria di Hannover
- 1929: laurea honoris causa in ingegneria dalla RWTH Aachen